# Planetezimal
Planetezimal je astronomsko telo, ki kroži na orbiti okrog protozvezde. Takšno telo nastane kot rezultat postopnega naraščanja na račun manj gostih teles, sestavljenih po večini iz prahu protoplanetnega diska. Planetezimal priteguje vedno novo snov in s tem se mu povečuje njegova masa. Planetezimali posledično oblikujejo večje telo. Posamezni fragmenti se tudi medsebojno pritegujejo in postajajo vse gostejši. Za šolski primer planetezimala se lahko vzamem asteroid 21 Lutecija, ki ima pod kilometerskim slojem prahu trdno in gosto jedro.
Z večanjem gostote se dviguje temperatura središča, ki začne taliti jedro in na ta način nastane protoplanet.
Teorijo oblikovanja planetov, vključno s t.i. domnevo planetezimala, je oblikoval ruski astronom Viktor Sergejevič Safronov. Teorijo danes priznava večina astronomov.